# پورتوسل سوپورسل
پورتوسل سوپورسل (به پرتغالی: Portucel Soporcel) شرکت پرتغالی تولیدکننده کاغذ و خمیر کاغذ است، که در سال ۲۰۰۱ از ادغام ۲ شرکت پورتوسل و سوپورسل تأسیس شد.
ظرفیت تولید شرکت پورتوسل سوپورسل سالانه معادل ۱٫۶ میلیون تن کاغذ و ۱٫۴ تن خمیر کاغذ است و مالک بیش از ۱٫۳۸۰ کیلومترمربع جنگل، در کشورهای پرتغال، اروگوئه، برزیل، آنگولا و موزامبیک می‌باشد.
دفتر مرکزی این شرکت در شهر لیسبون، پرتغال قرار دارد و بخشی از سهام آن در بازار بورس یورونکست لیسبون معامله می‌شود. شرکت پورتوسل سوپورسل پنجمین تولیدکننده بزرگ کاغذ در اروپا می‌باشد.